# Tillandsia leucolepis
Tillandsia leucolepis är en gräsväxtart som beskrevs av Lyman Bradford Smith. Tillandsia leucolepis ingår i släktet Tillandsia och familjen Bromeliaceae. Inga underarter finns listade i Catalogue of Life.

## Bildgalleri

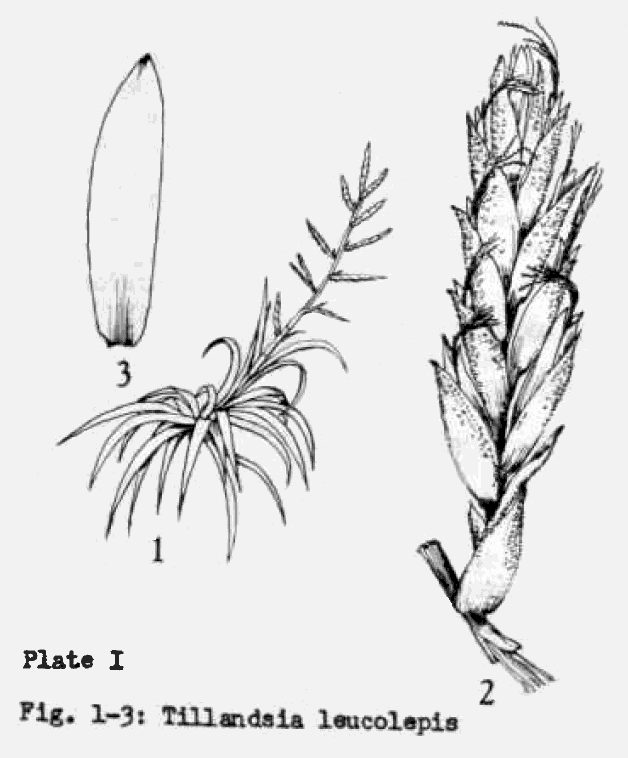